# Терезине
Терезине — містечко (з 1987 року) в Білоцерківській міській громаді Білоцерківського району Київської області. Розташоване за 12 км від районного центру — міста Біла Церква. Станом на 2020 рік має населення 1729 мешканців.

## Історія
На місці сучасного села протягом XIX ст. розташовувалися господарства головної резиденції графів Браницьких. Найпотужнішими були Катеринівський кінний завод та мисливське господарство. Згодом поселення, що утворилося біля цих господарств, отримало назву Терезине на честь княжни Терези Радзівілл, онуки графа Владислава-Міхала Браницького.

### Як маєток
За переказами, у 1774 р. польний гетьман Ксаверій Браницький за активну участь у розгромі гайдамацького руху був призначений коронним гетьманом і старостою Білоцерківщини. У 1784 р. його дружина Олександра Василівна отримала в дарунок від чоловіка цей благодатний край. Жінка захопилася веденням господарства. Саме в цей час було закладено знаменитий парк «Олександрія», а на північ від Білої Церкви створено заповідник, призначений для полювання панства. Територія в 500 десятин, оточена глибоким ровом, так і звалася — «Дике поле», де водилися козулі, лисиці, дикі кози, фазани. В обробітку було лише 80 десятин. На польові роботи звозилися кріпаки з навколишніх сіл. У поміщицькому маєтку знаходився кінний завод на 50 голів, де вирощувалися породисті рисаки для полювання та продажу.

### Період радянської модернізації
Згодом маєток було подаровано дружиною внука Браницького Марком своїй племінниці Терезі. Тоді поселення й отримало назву «Терезине помістя».
Крім конюшні, тут були невелика молочна ферма та будівля для обслуги, яка називалася «людська». У ній жили конюхи, доярки, скотарі. В окремому будинку жив управитель — поляк за національністю, осілого населення тут не було до 1917 р.
Ще в 1910 р. виникла ідея створення на Правобережній Україні сільськогосподарської дослідницької станції. Проте фінансово земляцтво і Департамент Росії здійснити це не змогли. Лише після Жовтневого перевороту в Терезиному було створено державну конюшню.

### Період колективізації та індустріалізації
У серпні 1929 р. у селищі на базі Київської крайової сільськогосподарської дослідної станції, заснованої у 1917 р., започатковано Київську науково-дослідну станцію тваринництва, яка з 1930 р. була підпорядкована НДІ тваринництва Лісостепу і Полісся УРСР. Станція має 5 відділів, 3 лабораторії та дослідне господарство «Терезине» (площа землі 2430 га). 3 лабораторії та дослідне господарство «Терезине». Працівники займалися питаннями збільшення виробництва та поліпшення якості кормів, технології утримання і експлуатації тварин, відтворення поголів'я та вирощування молодняка, удосконалення прийомів годівлі та відгодівлі тварин, підвищення продуктивності тваринництва.
На основі досягнень науки тут виводятились лінії та родини високопродуктивних корів симентальської й чорнорябої породи, а також широко застосовувалися промислове схрещування.
«Терезине» було своєрідним університетом, на досвіді якого вчилися і досягнення якого впроваджували у сільськогосподарське виробництво колгоспи і радгоспи всієї зони. Господарство станції часто відвідували делегації та екскурсії з різних районів області, республіки, а також із соціалістичних країн.
Невеличке селище поступово розросталося, тому що було перспективою гарантованої роботи, платні та отримання житла. Оскільки станція була на привілейованому державному утриманні, під час Голодомору 1932—1933 рр. тут було налагоджено харчування: працівників годували двічі на день варивом, переважно з дерті.
20 лютого 1940 р. за високі показники в сільському господарстві Терезинська дослідницька станція була нагороджена орденом Трудового Червоного прапора.
За досягнення у підвищенні продуктивності тваринництва орденами і медалями нагороджено 57 осіб, у тому числі орденом Леніна — колишнього директора станції І. О. Давидова. головного зоотехніка А. К. Булаха. колишнього головною ветлікаря К. Т. Чарника, доярок А. Л. Потіху. А. С. Сінкевич. Д. С. Якименко та А. Г. Смоляну; орденом Трудового Червоного прапора — І. Ф. Березовського.

### Німецько-радянська війна
У перші дні війни тваринники погнали племінну худобу на схід. І лише в 1944 р. рештки худоби та людей повернулися з волзьких степів.
За роки окупації з Терезина до Німеччини на примусові роботи було вивезено 12 місцевих дівчат. Туди ж потрапила й худоба, яку не встигли евакуювати. Окупанти створили на території селища табір для військовополонених, в якому утримувалося близько 400 осіб.
Під час війни було знищено всю матеріально-технічну базу станції, наукові частини. спалено ферму. будинки.
4 січня 1944 p. Терезине було знову окуповане комуністами. В боях за село загинуло 114 осіб, які поховані в братській могилі.

### Повоєнна відбудова
27 односельців не повернулися з фронту додому. За мужність і відвагу, виявлені в боротьбі проти німецьких окупантів. 71 жителя Терезина нагороджено орденами й медалями.
Після війни почалася відбудова села та господарства. За неповних п'ять років станція повністю відновилася та почала успішну діяльність. У 1952 р. за значні успіхи в розвитку тваринництва бригадир племферми Ф. С. Висіцький, доярки К. Д. Талаєва, О. М. Гарбузюк і скотар Ф. В. Вакулянчик нагороджені «Золотою Зіркою» Героя Соціалістичної Праці.
Майже щороку господарство було учасником Всесоюзної ВДНГ у Москві і неодноразово нагороджувалось золотими та бронзовими медалями ВДНГ СРСР. Двадцять працівників господарства народжені різними орденами та медалями. Значно зросла наукова частина станції: якщо у 1929 р. тут працювали 19 осіб, то в 1965 р. − 82 особи, з них 16 докторів та кандидатів сільськогосподарських наук.
Результати наукових досліджень впроваджувалися в практику багатьох господарств Лісостепової зони України, друкувалися в наукових виданнях СРСР та за кордоном. Були налагоджені наукові зв'язки і багатьма закордонними науковими установами. Терезине відвідували численні делегації із США, Франції, Канади, Англії, Індії та інших зарубіжних країн.
У радянські часи в селищі збудовано багатоквартирні будинки з усіма зручностями, школа на 400 учнів, лікарня, магазини, Будинок культури.

### Сучасність
У 1990-ті роки Київську дослідну станцію перейменовано в «Держплемзавод Терезине».
Після розпаду СРСР почався спад у господарстві. Тільки з переходом до нових методів ведення господарства ВАТ «Терезине» (колишній Держплемзавод), головою правління якого і 1998 р. І. M. Кудлай, за лічені роки стало відоме своїми здобутками та новітніми технологіями не тільки в Україні, а й далеко за її межами.

### Видатні люди
1 листопада 2008р. тут народився спортсмен легкоатлет — Іван Романюк, який 16 вересня 2023 року став  чемпіоном України із стрибків у довжину серед юнаків до 16 років, стрибнувши 6 метрів 13 сантиметрів.

## Демографія
| 2001* | 2006  | 2007  | 2008  | 2009  | 2010  | 2022  |
| ----- | ----- | ----- | ----- | ----- | ----- | ----- |
| 1 537 | 1 603 | 1 622 | 1 650 | 1 654 | 1 663 | 1 726 |

### Мова
Розподіл населення за рідною мовою за даними перепису 2001 року:
| Мова            | Кількість | Відсоток |
| --------------- | --------- | -------- |
| українська      | 1472      | 94.24%   |
| російська       | 83        | 5.31%    |
| білоруська      | 5         | 0.32%    |
| румунська       | 1         | 0.06%    |
| інші/не вказали | 1         | 0.07%    |
| Усього          | 1562      | 100%     |